# Amesiella monticola
Amesiella monticola är en orkidéart som beskrevs av James Edward Cootes och David P. Banks. Amesiella monticola ingår i släktet Amesiella och familjen orkidéer. IUCN kategoriserar arten globalt som akut hotad.
Artens utbredningsområde är Filippinerna. Inga underarter finns listade i Catalogue of Life.